# Hanna Gerig
Hanna Gerig geb. Degenhardt (* 31. Mai 1900 in Potsdam; † 15. Dezember 1991 in Köln) (eigentlich Johanna Gerig) war eine deutsche Kommunalpolitikerin  der Deutschen Zentrumspartei und der CDU.

## Leben

### Jugend und Familie
Hanna Gerig wurde als Tochter von Anton Degenhardt in Potsdam geboren, wuchs dort katholisch auf und besuchte das Lyzeum. Ihre Eltern hatten Kontakte zu Mitgliedern der Kaiserfamilie. Der Vater war Ortsvorsitzender des Zentrums und bezog seine Tochter mit ein in seine Arbeit, was seine Tochter prägte. Während ihrer Schulzeit arbeitete sie in der katholischen Jugend mit und ab 1918 leitete sie die Katholische Frauenbundjugend. Am 10. Mai 1924 heiratete sie Otto Gerig, zog mit ihm nach Köln und wurde Hausfrau und Mutter von fünf Kindern. 1929/30 war sie im Geschäftsführenden Ausschuss des Frauenbeirats der Kölner Zentrumspartei.

### 1933–1945
Nach der Machtübernahme verlor der Ehemann alle seine Ämter und Stellungen. Die Nazis durchsuchten mehrfach das Haus der Familie. Hanna Gerig und ihr Mann wurden wiederholt verhört. Sie konnte für eine Bremer Firma als Vertreterin im Verkauf für Kaffee arbeiten, schrieb vereinzelt kleine honorierte Beiträge für die Kirchenzeitung und gab nebenbei noch Klavierunterricht um den finanziellen Notstand zu überbrücken. Der Versuch, in Deutz mit einem Feinkostladen wieder finanziell Fuß zu fassen, wurde durch einen von der NSDAP organisierten Boykott vereitelt. Heimlich hielten beide weiterhin Kontakt zu politischen Bekannten, so auch zum Kölner Kreis. Nach dem Attentat auf Hitler wurde ihr Mann bei der Aktion „Gitter“  mit anderen ehemaligen Reichstagsabgeordneten und Politikern demokratischer Parteien (u. a. Konrad Adenauer, Josef Baumhoff, Peter Schlack, Joseph Roth und Hubert Peffeköver) verhaftet und in das Arbeitserziehungslager in den Messehallen in Köln-Deutz überführt. Hanna Gerig kämpfte mit allen Mitteln um ihren Mann und um seine Mitgefangenen, doch am 16. September 1944 wurde Otto Gerig zusammen mit Baumhoff, Schlack, Roth und Peffeköver ins KZ Buchenwald überführt. Dennoch engagierte sie sich weiterhin so sehr für die Gefangenen in Deutz, dass die Lagerleitung ihr damit drohte, sie und ihre Kinder ebenfalls zu inhaftieren. Das brachte ihr unter den Gefangenen den Namen „Engel der Messehallen“ ein. Nachdem sie nach längerer Zeit erfahren hatte, dass ihr Mann im KZ umgekommen war, und ihr erneut mit KZ-Haft gedroht wurde, versteckte sie sich mit ihren Kindern außerhalb von Köln bei Johann Peffeköver, dem Bruder von Hubert Peffeköver.

### Nach 1945
Um nach dem Krieg finanziell als Witwe über die Runden zu kommen, war sie bis 1949 als Sozialreferentin der Rhenag tätig. Von 1949 bis 1965 arbeitete sie als Redakteurin für die Kölnische Rundschau. Als bekannte Gegnerin des NS-Regimes wurde sie 1946 von der britischen Besatzungsmacht zum Mitglied der Stadtverordnetenversammlung ernannt und gehörte der Versammlung, ohne Unterbrechung, bis 1964 an. Sie war 1945 an der Abfassung der Kölner Leitsätze und an der Gründung der Kölner CDU beteiligt. Ihre Mitgliedsnummer war 32 und damit niedriger als die von Adenauer. In dieser Zeit arbeitete Gerig mit Sibille Hartmann, Hanna Adenauer, Leni Encke und Rosemarie Ellscheidt eng zusammen. Nach der Rückkehr der Männer aus Gefangenschaft und Flucht wurde auch Gerig fast wieder aus dem politischen Geschehen verdrängt und verlor ihren Wahlkreis in Deutz (dort erhielt sie auch den Beinamen „Löwin von Deutz“), konnte jedoch in Köln-Ehrenfeld erfolgreich eine neue politische Position aufbauen. Sie wurde vom Bundesministerium in den Ausschuss berufen, der die gesetzlichen Grundlagen schaffen sollte, NS-Opfer zu entschädigen. 1950 wurde sie Mitglied des Kölner „Bundes der Verfolgten des Naziregimes“ (BVN) und war jahrelang deren Vorsitzende. Ebenso war sie Mitglied des BVN-Landesverbandes NRW. Sie wurde Vizepräsidentin der „Union international de la résistance et de la déportation“. Im selben Jahr wurde sie Mitglied des Gewerkschaftsrates und der Bundesfrauengruppe der DAG. 1952 wurde sie als erste Frau stimmberechtigtes Mitglied im Bundesvorstand für Arbeitsvermittlung und Arbeitslosenversicherung. 1965 schied sie aus dem beruflichen und politischen Leben aus.

## Ehrungen
- 1965: Verleihung des Bundesverdienstkreuzes 1. Klasse[4]
- 1988: Verleihung des Großen Bundesverdienstkreuzes